# Airdrieonians Football Club
El Airdrieonians Football Club es un club de fútbol de Escocia, con sede en Airdrie. Fue fundado en 2002 como Airdrie United Football Club, y compite en el Scottish Championship, segunda categoría del fútbol escocés.

## Historia
Fue fundado en el año 2002 con el nombre de Airdrie United como sucesor del desaparecido Airdrieonians FC (1878), que desapareció tras declararse en bancarrota en ese mismo año tras quedar segundo en la Primera División de Escocia en la temporada 2001/02, pero alcanzando una deuda equivalente a las £3 millones.
Como consecuencia, quedaba un puesto vacante en la Tercera División de Escocia, el cual tomó el Airdrie United como la reencarnación del desaparecido Airdrieonians.
En junio del 2013 cambió de nombre por el de Airdrieonians F.C., al igual que su antiguo escudo.

## Entrenadores
- Sandy Stewart (2002[7] -06[8])
- Kenny Black (2006[9] -10[10])
- Jimmy Boyle (2010[11] -13)
- Gary Bollan (2013-15)
- Eddie Wolecki Black (2015-16)
- Danny Lennon (2016)
- Kevin McBride (2016)
- Mark Wilson (2016-17)
- Willie Aitchison (2017)
- Stevie Findlay (2017-18)
- Ian Murray (2018-22)
- Rhys McCabe (2022-)

## Palmarés

### Torneos nacionales
- Tercera División de Escocia (1): 2003-04
- Scottish Challenge Cup (2): 2008-09, 2023-24